# Gnophos eugonia
Gnophos eugonia là một loài bướm đêm trong họ Geometridae.